# Movistar Team/Saison 2016
Diese Liste beschreibt die Mannschaft und die Erfolge des Radsportteams Movistar Team in der Saison 2016.

## Erfolge in der UCI WorldTour
In den Rennen der Saison 2016 der UCI WorldTour gelangen die nachstehenden Erfolge.
| Datum                      | Rennen                             | Sieger             |
| -------------------------- | ---------------------------------- | ------------------ |
| 21.–27. März               | Gesamtwertung Katalonien-Rundfahrt | Nairo Quintana     |
| 20. April                  | Wallonischer Pfeil                 | Alejandro Valverde |
| 26. April                  | Prolog Tour de Romandie (EZF)      | Ion Izagirre       |
| 28. April                  | 2. Etappe Tour de Romandie         | Nairo Quintana     |
| 26. April – 1. Mai         | Gesamtwertung Tour de Romandie     | Nairo Quintana     |
| 24. Mai                    | 16. Etappe Giro d’Italia           | Alejandro Valverde |
| 7. Juni                    | 2. Etappe Critérium du Dauphiné    | Jesus Herrada      |
| 18. Juni                   | 8. Etappe Tour de Suisse (EZF)     | Ion Izagirre       |
| 18. Juli                   | 7. Etappe Tour de Pologne (EZF)    | Alex Dowsett       |
| 23. Juli                   | 20. Etappe Tour de France          | Ion Izagirre       |
| 29. August                 | 10. Etappe Vuelta a España         | Nairo Quintana     |
| 20. August – 11. September | Gesamtwertung Vuelta a España      | Nairo Quintana     |
|                            | UCI WorldTour 2016 Teamwertung     | Movistar Team      |

## Erfolge in der UCI Europe Tour
In den Rennen der Saison 2016 der UCI Europe Tour gelangen die nachstehenden Erfolge.
| Datum           | Rennen                                 | Kat. | Sieger             |
| --------------- | -------------------------------------- | ---- | ------------------ |
| 21. Februar     | 5. Etappe Ruta del Sol                 | 2.1  | Alejandro Valverde |
| 17.–21. Februar | Gesamtwertung Ruta del Sol             | 2.1  | Alejandro Valverde |
| 2. April        | Gran Premio Miguel Induráin            | 1.1  | Ion Izagirre       |
| 8. April        | 4. Etappe Circuit Cycliste Sarthe      | 2.1  | Juan José Lobato   |
| 10. April       | Klasika Primavera                      | 1.1  | Giovanni Visconti  |
| 15. April       | 1. Etappe Vuelta a Castilla y León     | 2.1  | Carlos Betancur    |
| 16. April       | 2. Etappe Vuelta a Castilla y León     | 2.1  | Alejandro Valverde |
| 17. April       | 3. Etappe Vuelta a Castilla y León     | 2.1  | Alejandro Valverde |
| 15.–17. April   | Gesamtwertung Vuelta a Castilla y León | 2.1  | Alejandro Valverde |
| 1. Mai          | 2. Etappe Vuelta a Asturias            | 2.1  | Carlos Betancur    |
| 2. Mai          | 3. Etappe Vuelta a Asturias            | 2.1  | Daniel Moreno      |
| 7. Mai          | 1. Etappe Vuelta a Madrid              | 2.1  | Juan José Lobato   |
| 7.–8. Mai       | Gesamtwertung Vuelta a Madrid          | 2.1  | Juan José Lobato   |
| 17. Juni        | 3. Etappe Route du Sud (EZF)           | 2.1  | Nairo Quintana     |
| 18. Juni        | 4. Etappe Route du Sud                 | 2.1  | Marc Soler         |
| 16.–19. Juni    | Gesamtwertung Route du Sud             | 2.1  | Nairo Quintana     |
| 20. September   | 1. Etappe Giro della Toscana           | 2.1  | Giovanni Visconti  |

## Erfolge in der UCI America Tour
In den Rennen der Saison 2016 der UCI America Tour gelangen die nachstehenden Erfolge.
| Datum          | Rennen                         | Kat. | Sieger         |
| -------------- | ------------------------------ | ---- | -------------- |
| 18.–24. Januar | Gesamtwertung Tour de San Luis | 2.1  | Dayer Quintana |

## Erfolge in der UCI Asia Tour
In den Rennen der Saison 2016 der UCI Asia Tour gelangen die nachstehenden Erfolge.
| Datum      | Rennen               | Kat. | Sieger           |
| ---------- | -------------------- | ---- | ---------------- |
| 5. Februar | 3. Etappe Dubai Tour | 2.HC | Juan José Lobato |

## Erfolge bei den Nationalen Straßen-Radsportmeisterschaften
In den Rennen zu den Nationalen Straßen-Radsportmeisterschaften 2016 gelangen die nachstehenden Erfolge.
| Datum    | Rennen                                          | Sieger             |
| -------- | ----------------------------------------------- | ------------------ |
| 23. Juni | Spanische Meisterschaft – Einzelzeitfahren      | Ion Izagirre       |
| 23. Juni | Britische Meisterschaft – Einzelzeitfahren      | Alex Dowsett       |
| 24. Juni | Portugiesische Meisterschaft – Einzelzeitfahren | Nelson Oliveira    |
| 25. Juni | Spanische Meisterschaft – Straßenrennen         | Jose Joaquin Rojas |

## Zugänge – Abgänge
| Zugänge         | Team 2015        | Abgänge         | Team 2016           |
| --------------- | ---------------- | --------------- | ------------------- |
| Daniel Moreno   | Team Katusha     | Eros Capecchi   | Astana Pro Team     |
| Carlos Betancur | AG2R La Mondiale | Pablo Lastras   | Laufbahn beendet    |
| Nélson Oliveira | Lampre-Merida    | Benat Intxausti | Team Sky            |
| Jorge Arcas     | Neoprofi         | Igor Anton      | Team Dimension Data |
| Antonio Pedrero | Neoprofi         | John Gadret     | Karriereende        |
|                 |                  | Enrique Sanz    | Southeast-Venezuela |

## Mannschaft
| Teamkader 2016                                             | Teamkader 2016    | Teamkader 2016         | Teamkader 2016                             |
| Name                                                       | Geburtsdatum      | Land                   | Vorheriges Team                            |
| ---------------------------------------------------------- | ----------------- | ---------------------- | ------------------------------------------ |
| Andrey Amador                                              | 29. August 1986   | Costa Rica             | Lizarte (2008)                             |
| Winner Anacona                                             | 11. August 1988   | Kolumbien              | Lampre-Merida (2014)                       |
| Jorge Arcas                                                | 8. Juli 1992      | Spanien                | Lizarte (2015)                             |
| Carlos Betancur                                            | 13. Oktober 1989  | Kolumbien              | AG2R La Mondiale (2015)                    |
| Jonathan Castroviejo                                       | 27. April 1987    | Spanien                | Euskaltel-Euskadi (2011)                   |
| Alex Dowsett                                               | 3. Oktober 1988   | Vereinigtes Königreich | Team Sky (2012)                            |
| Imanol Erviti                                              | 15. November 1983 | Spanien                |                                            |
| Rubén Fernández                                            | 1. März 1991      | Spanien                | Caja Rural-Seguros RGA (2014)              |
| Jesús Herrada                                              | 26. Juli 1990     | Spanien                | Caja Rural amateur (2010)                  |
| José Herrada                                               | 1. Oktober 1985   | Spanien                | Caja Rural (2011)                          |
| Gorka Izagirre                                             | 7. Oktober 1987   | Spanien                | Euskaltel Euskadi (2013)                   |
| Ion Izagirre                                               | 4. Februar 1989   | Spanien                | Euskaltel Euskadi (2013)                   |
| Juan José Lobato                                           | 30. Dezember 1988 | Spanien                | Euskaltel Euskadi (2013)                   |
| Adriano Malori                                             | 28. Januar 1988   | Italien                | Lampre-Merida (2013)                       |
| Daniel Moreno                                              | 5. September 1981 | Spanien                | Katusha (2015)                             |
| Javier Moreno                                              | 18. Juli 1984     | Spanien                | Caja Rural (2011)                          |
| Nélson Oliveira                                            | 6. März 1989      | Portugal               | Lampre-Merida (2015)                       |
| Antonio Pedrero                                            | 23. Oktober 1991  | Spanien                | Inteja-MMR Dominican cycling team (2015)   |
| Dayer Quintana                                             | 10. August 1992   | Kolumbien              | Lizarte (2013)                             |
| Nairo Quintana                                             | 4. Februar 1990   | Kolumbien              | Colombia es Pasión-Café de Colombia (2011) |
| José Joaquín Rojas                                         | 8. Juni 1985      | Spanien                | Astana (2006)                              |
| Marc Soler                                                 | 22. November 1993 | Spanien                | Lizarte-AD Galibier (2014)                 |
| Rory Sutherland                                            | 8. Februar 1982   | Australien             | Tinkoff-Saxo (2014)                        |
| Jasha Sütterlin                                            | 4. November 1992  | Deutschland            | Thüringer Energie Team (2013)              |
| Alejandro Valverde                                         | 25. April 1980    | Spanien                | Comunidad Valenciana-Kelme (2004)          |
| Francisco José Ventoso                                     | 6. Mai 1982       | Spanien                | CarmioOro-NGC (2010)                       |
| Giovanni Visconti                                          | 13. Januar 1983   | Italien                | Farnese Vini-Neri Sottoli (2011)           |
| Richard Carapaz (1. Aug.–31. Dez., Stagiaire)              | 29. Mai 1993      | Ecuador                | Strongman-Campagnolo-Wilier (2016)         |
|                                                            |                   |                        |                                            |
| Quellen: ProCyclingStats Cycling Quotient Cycling Archives |                   |                        |                                            |